# Lissothuria braziliensis
Lissothuria braziliensis är en sjögurkeart som först beskrevs av Jakob Gustaf Gösta Theel 1886.  Lissothuria braziliensis ingår i släktet Lissothuria och familjen lergökar. Inga underarter finns listade i Catalogue of Life.